# Just More
Just More ist ein Lied der deutschen Band Wonderwall aus dem Jahr 2002.

## Inhalt und Hintergrund
Das Lied erschien erstmals im Februar 2002 als Single durch das Musiklabel WEA Records. Es war Teil von Wonderwalls Debütalbum Witchcraft, das am 21. Mai 2002 erschien. Geschrieben wurde es von den Wonderwall-Mitgliedern und Daniela Förstel. Es handelt sich dabei um ein Liebeslied. Die Sängerin teilt im Lied mit, dass mehr in ihr steckt. Ihr Freund solle hinter die Fassade schauen und sie lieben. Die Produktion erfolgte durch Dee Mullen und Sam Tyson.
Just More war mittels Cross-Promotion mehrere Wochen lang in der ARD-Seifenoper Marienhof zu hören. Auf dem Frontcover der Single wurde darauf ebenfalls aufmerksam gemacht. Das Lied wurde bei der Echoverleihung 2003 in der Kategorie Nationale Rock-Pop Single nominiert.

## Titelliste der Single
1. Just More (Single Edit) – 3:27
2. Just More (Phatt Down Beat Mix) – 3:12
3. Just More (Miracle Mix) – 3:09
4. Just More (Album Version) – 4:41
5. World – 3:02[1]

## Rezeption

### Rezensionen
laut.de befand zu Just More in der Albenkritik: „‚Just More‘ ist gut produziert, besser geschrieben und hebt sich auch in Sachen Emotionalität etwas vom Rest ab. Wäre da nicht dieser Text! Frei übersetzt: ‚Es gibt ein anderes Wort für Liebe // Natürlich gibt es ein anderes Wort // Ich bin offensichtlich einfach mehr als du sehen kannst.‘ Uff.“

### Charts und Chartplatzierungen
Just More erreichte in Deutschland Rang zwei der Singlecharts und musste sich lediglich Something About Us von den No Angels geschlagen geben. Die Single platzierte sich zwölf Wochen in den Top 10 und 22 Wochen in den Top 100. Darüber hinaus platzierte sich das Lied sieben Wochen an der Chartspitze der deutschen Airplaycharts. In Österreich erreichte die Single mit Rang fünf seine höchste Chartnotierung und platzierte sich neun Wochen in den Top 10 sowie 22 Wochen in den Charts. In der Schweizer Hitparade erreichte Just More Rang sieben und platzierte sich fünf Wochen in den Top 10 und 27 Wochen in der Hitparade.
2002 platzierte sich Just More auf Rang zehn der deutschen Single-Jahrescharts sowie auf Rang 39 in Österreich und Rang 37 in der Schweiz. Für Wonderwall ist dies der zweite Charthit in Deutschland sowie jeweils der erste in Österreich und der Schweiz. Es ist ihr erster und einziger Top-10-Erfolg in Deutschland. In allen drei Ländern konnte sich keine Single der Band höher und länger in den Charts platzieren.
| ChartsChartplatzierungen | Höchstplatzierung | Wochen |
| ------------------------ | ----------------- | ------ |
| Deutschland (GfK)        | 2 (22 Wo.)        | 22     |
| Österreich (Ö3)          | 5 (22 Wo.)        | 22     |
| Schweiz (IFPI)           | 7 (27 Wo.)        | 27     |

| ChartsJahrescharts (2002) | Platzierung |
| ------------------------- | ----------- |
| Deutschland (GfK)         | 10          |
| Österreich (Ö3)           | 39          |
| Schweiz (IFPI)            | 37          |

### Auszeichnungen für Musikverkäufe
| Land/Region        | Auszeichnungen für Musikverkäufe (Land/Region, Auszeichnung, Verkäufe) | Verkäufe |
| ------------------ | ---------------------------------------------------------------------- | -------- |
| Deutschland (BVMI) | Gold                                                                   | 250.000  |
| Insgesamt          | 1× Gold ·                                                              | 250.000  |